# Natação no Campeonato Mundial de Esportes Aquáticos de 2017 - 4x100 m livre misto
A prova do revezamento 4x100 metros livre misto da natação no Campeonato Mundial de Esportes Aquáticos de 2017 ocorreu no dia 29 de julho em Budapeste na Hungria.

## Recordes
Antes desta competição, os recordes mundiais e do campeonato nesta prova eram os seguintes:
| Tipo                  | Atleta         | Tempo   | Local | Data                |
| --------------------- | -------------- | ------- | ----- | ------------------- |
|                       | Estados Unidos | 3:23.05 | Cazã  | 8 de agosto de 2015 |
| Recorde do campeonato | Estados Unidos | 3:23.05 | Cazã  | 8 de agosto de 2015 |

Os seguintes novos recordes foram estabelecidos durante esta competição. 
| Data        | Prova | Nacionalidade  | Tempo   | Recordes |
| ----------- | ----- | -------------- | ------- | -------- |
| 29 de julho | Final | Estados Unidos | 3:19.60 | ,        |

## Medalhistas
| Ouro | Prata                                                                                                   | Bronze |
| Estados Unidos · Caeleb Dressel · Nathan Adrian · Mallory Comerford · Simone Manuel · Blake Pieroni · Townley Haas · Lia Neal · Kelsi Worrell | Países Baixos · Ben Schwietert · Kyle Stolk · Femke Heemskerk · Ranomi Kromowidjojo · Maud van der Meer | Canadá · Yuri Kisil · Javier Acevedo · Chantal Van Landeghem · Penny Oleksiak · Markus Thormeyer · Sandrine Mainville |

## Resultados

### Eliminatórias
Esses foram os resultados das eliminatórias. Foram realizadas no dia 29 de julho com início às 10:21. 
| Pos. | Bateria | Raia        | Nacionalidade  | Nadadores | Tempo   | Notas            |
| ---- | ------- | ----------- | -------------- | --- | ------- | ---------------- |
| 1    | 3       | 4           | Países Baixos  | Ben Schwietert (48.97) Kyle Stolk (48.06) Femke Heemskerk (52.77) Maud van der Meer (54.09)                              | 3:23.89 | Q                |
| 2    | 1       | 6           | Estados Unidos | Blake Pieroni (48.23) Townley Haas (48.32) Lia Neal (53.98) Kelsi Worrell (53.40)                                        | 3:23.93 | Q                |
| 3    | 3       | 7           | Canadá         | Yuri Kisil (48.57) Markus Thormeyer (49.35) Sandrine Mainville (53.75) Chantal Van Landeghem (53.40)                     | 3:25.07 | Q                |
| 4    | 3       | 3           | Hungria        | Dominik Kozma (48.25) Nándor Németh (48.61) Zsuzsanna Jakabos (54.18) Evelyn Verrasztó (54.41)                           | 3:25.45 | Q,               |
| 5    | 2       | 4           | Itália         | Alessandro Miressi (48.51) Ivano Vendrame (48.54) Federica Pellegrini (53.80) Erika Ferraioli (54.86)                    | 3:25.71 | Q                |
| 6    | 2       | 7           | Japão          | Katsuhiro Matsumoto (49.42) Katsumi Nakamura (47.98) Tomomi Aoki (54.86) Chihiro Igarashi (54.65)                        | 3:26.91 | Q,               |
| 7    | 2       | 5           | Rússia         | Nikita Korolev (49.27) Aleksandr Popkov (48.48) Viktoriya Andreyeva (54.63) Veronika Popova (54.56)                      | 3:26.94 | Q                |
| 8    | 3       | 0           | Austrália      | Louis Townsend (49.42) Zac Incerti (49.03) Brianna Throssell (54.74) Madison Wilson (54.30)                              | 3:27.49 | Q                |
| 9    | 2       | 1           | China          | Lin Yongqing (49.26) Cao Jiwen (49.92) Wu Qingfeng (55.15) Sun Meichen (55.09)                                           | 3:29.42 |                  |
| 10   | 3       | 9           | Dinamarca      | Anders Lie (49.70) Daniel Skaaning (49.87) Signe Bro (54.79) Emilie Beckmann (55.77)                                     | 3:30.13 |                  |
| 11   | 1       | 3           | Israel         | Marcus Schlesinger (50.80) Liran Konovalov (50.27) Keren Siebner (56.14) Andrea Murez (53.95)                            | 3:31.16 |                  |
| 12   | 2       | 6           | África do Sul  | Douglas Erasmus (50.02) Zane Waddell (48.85) Erin Gallagher (55.26) Emma Chellius (57.25)                                | 3:31.38 | Recorde africano |
| 13   | 1       | 2           | Luxemburgo     | Julien Henx (50.22) Pit Brandenburger (51.02) Julie Meynen (55.93) Monique Olivier (57.73)                               | 3:34.90 |                  |
| 14   | 1       | 4           | Letônia        | Uvis Kalniņš (50.50) Girts Feldberg (50.83) Gabriela Ņikitina (56.76) Kristina Steina (1:00.27)                          | 3:38.36 |                  |
| 15   | 3       | 6           | Jordânia       | Khader Baqlah (49.46) Mohammed Bedour (50.47) Talita Baqlah (1:00.69) Dara Al-Bakry (59.69)                              | 3:40.31 |                  |
| 16   | 3       | 8           | Macau          | Chao Man Hou (52.33) Lin Sizhuang (52.45) Tan Chi Yan (59.37) Lei On Kei (59.34)                                         | 3:43.49 |                  |
| 17   | 3       | 1           | Aruba          | Mikel Schreuders (49.80) Jordy Groters (53.10) Allyson Ponson (59.87) Daniella van den Berg (1:01.17)                    | 3:43.94 |                  |
| 18   | 1       | 7           | Seicheles      | Dean Hoffman (55.23) Alexus Laird (1:00.82) Adam Moncherry (57.93) Felicity Passon (58.29)                               | 3:52.27 |                  |
| 19   | 2       | 9           | Madagáscar     | Heriniavo Rasolonjatovo (54.29) Andrianirina Lalanomena (59.04) Elodie Marion Razafy (1:03.53) Hantan Raharvel (1:02.53) | 3:59.39 |                  |
| 20   | 2       | 2           | Tajiquistão    | Olim Kurbanov (59.51) Ramziyor Khorkashov (1:05.14) Karina Klimyk (1:13.55) Anastasiya Tyurina (1:11.45)                 | 4:29.65 |                  |
| 21   | 3       | 2           | Maldivas       | Ismail Muthasim Adnan (1:02.06) Aminath Shajan (1:12.51) Sajina Aishath (1:15.35) Mubal Azzam Ibrahim (1:01.32)          | 4:31.24 |                  |
|      | 1       | 5           | Eslováquia     | DNS | DNS     | DNS              |
| 2    | 0       | Ilhas Feroé |                | DNS | DNS     | DNS              |
| 2    | 3       | Egito       |                | DNS | DNS     | DNS              |
| 2    | 8       | Sri Lanka   |                | DNS | DNS     | DNS              |
| 3    | 5       | França      |                | DNS | DNS     | DNS              |

### Final
A final foi realizada em 29 de julho às 19h17. 
| Pos.              | Raia | Nadadores         | Nacionalidade                                                                                      | Tempo   | Notas            |
| ----------------- | ---- | ----------------- | -------------------------------------------------------------------------------------------------- | ------- | ---------------- |
| Medalha de ouro   | 5    | Predefinição:USAs | Caeleb Dressel (47.22) Nathan Adrian (47.49) Mallory Comerford (52.71) Simone Manuel (52.18)       | 3:19.60 | Recorde mundial  |
| Medalha de prata  | 4    | Países Baixos     | Ben Schwietert (49.12) Kyle Stolk (47.80) Femke Heemskerk (52.33) Ranomi Kromowidjojo (52.56)      | 3:21.81 | Recorde europeu  |
| Medalha de bronze | 3    | Canadá            | Yuri Kisil (48.51) Javier Acevedo (48.68) Chantal Van Landeghem (53.25) Penny Oleksiak (53.11)     | 3:23.55 | Recorde nacional |
| 4                 | 7    | Japão             | Katsuhiro Matsumoto (49.38) Katsumi Nakamura (47.76) Rikako Ikee (53.50) Chihiro Igarashi (54.14)  | 3:24.78 | Recorde asiático |
| 5                 | 2    | Itália            | Luca Dotto (48.71) Alessandro Miressi (48.27) Federica Pellegrini (53.49) Silvia Di Pietro (54.42) | 3:24.89 |                  |
| 6                 | 6    | Hungria           | Dominik Kozma (48.12) Richárd Bohus (48.54) Zsuzsanna Jakabos (53.60) Evelyn Verrasztó (54.76)     | 3:25.02 | Recorde nacional |
| 7                 | 1    | Rússia            | Danila Izotov (48.59) Aleksandr Popkov (48.48) Viktoriya Andreyeva (54.66) Veronika Popova (53.76) | 3:25.49 | Recorde nacional |
| 8                 | 8    | Austrália         | Louis Townsend (49.24) Alexander Graham (48.36) Brittany Elmslie (53.93) Madison Wilson (53.98)    | 3:25.51 |                  |

Legenda
| Recorde mundial       | Recorde mundial (World record)               |                       | Recorde africano                      | Recorde africano (African) |                                           | Q | Classificado por posição (Qualified) |
| Recorde do campeonato | Recorde do campeonato (Championship record)  | Recorde da América    | Recorde da América (Americas)         | q                          | Classificado por melhor tempo (Qualified) |   |                                      |
| Melhor marca do ano   | Melhor marca do ano (World leading)          | Recorde asiático      | Recorde asiático (Asian)              | DNS                        | Não largou (Did not start)                |   |                                      |
| Recorde nacional      | Recorde nacional (National record)           | Recorde europeu       | Recorde europeu (European)            | DNF                        | Não terminou (Did not finish)             |   |                                      |
| Recorde pessoal       | Recorde pessoal do atleta (Personal best)    | Recorde da Oceania    | Recorde da Oceania (Oceania)          | DSQ / DQ                   | Desclassificado (Disqualified)            |   |                                      |
| Recorde da temporada  | Recorde da temporada do atleta (Season best) | Recorde sul-americano | Recorde sul-americano (South America) | NM                         | Sem marca (No mark)                       |   |                                      |